# Ginnastica ritmica ai XX Giochi del Commonwealth
Le gare di ginnastica ritmica dei XX Giochi del Commonwealth si sono disputate allo Scottish Exhibition and Conference Centre di Glasgow, in Scozia, dal 24 al 26 luglio 2014.
| Evento      | Oro                                                          | Argento                                             | Bronzo                                                             |
| ----------- | ------------------------------------------------------------ | --------------------------------------------------- | ------------------------------------------------------------------ |
| A squadre   | Canada Annabelle Kovacs Maria Kitkarska Patricia Bezzoubenko | Galles Nikara Jenkins Francesca Jones Laura Halford | Malaysia Fatin Zakirah Zain Jalany Wong Poh San Amy Kwan Dict Weng |
| Individuale | Patricia Bezzoubenko                                         | Francesca Jones                                     | Laura Halford                                                      |
| Palla       | Patricia Bezzoubenko                                         | Francesca Jones                                     | Laura Halford                                                      |
| Clavette    | Patricia Bezzoubenko                                         | Francesca Jones                                     | Themida Christodoulidou                                            |
| Cerchio     | Patricia Bezzoubenko                                         | Francesca Jones                                     | Wong Poh San                                                       |
| Nastro      | Francesca Jones                                              | Wong Poh San                                        | Patricia Bezzoubenko                                               |